# Song Ci
Song Ci ou Sung Tzu (chinois : 宋慈 ; pinyin : Sòng Cí) (1186–1249) est un juge et expert chinois actif durant la dynastie Song. Il est l'auteur d'un célèbre traité, le Xi Yuan Ji Lu  (De la réparation des injustices), consacré à l'examen des cadavres et morts suspectes.
L'ouvrage a la réputation d'être le premier traité au monde de médecine légale. Il est utilisé comme référence officielle en Chine jusqu'au début du XXe siècle.

## Contexte
La Chine des Song est un empire centralisé, mais entouré de puissants états hostiles. Les dirigeants chinois visent à maintenir un état de non-belligérance tout en conservant des forces armées permanentes, ce qui représente un lourd fardeau économique.

La Chine des Song et ses voisins vers 1100.

La société chinoise connait de profonds changements : tout à la fois une croissance urbaine avec spécialisation des professions, des innovations techniques (poudre à canon, xylographie…) et un développement agricole. Une réorganisation sociale s'effectue selon deux directions apparemment contraires : une tendance centralisée visant à réduire les pouvoirs locaux et régionaux, donc à s'intéresser à tous les détails, et le sentiment d'une interdépendance mutuelle de toutes les parties de l'empire.
Dans ce contexte, le confucianisme en tant que doctrine sociale traditionnelle de synthèse, s'enrichit d'une approche analytique des phénomènes naturels (reémergence du taoïsme) constituant le néoconfucianisme.
La société chinoise des Song est dirigée par une « bureaucratie céleste » ou un « féodalisme bureaucratique » constituant une méritocratie issue d'examens ou de concours basés sur la connaissance de textes classiques dans tous les domaines, y compris médicaux.
Les médecins praticiens professionnels ont un statut social relativement moins élevé, leur expertise concerne les soins aux malades et la restauration de la santé, ils ne s'intéressent pas à l'examen des cadavres, et on ne fait guère appel à eux pour régler des cas médico-légaux.
Dans le système chinois, la loi civile est peu développée (contrairement au droit romain). La loi est généralement pensée comme loi criminelle, mais sans distinction entre système juridique et système administratif.
Dès lors, un juge fonctionnaire de la chine médiévale, n'est pas seulement juge, mais en même temps procureur, avocat de la défense, juge d'instruction, officier de police chargé de l'enquête, et « expert médicolégal » . Ceci conformément à la tradition confucéenne selon laquelle les rapports sociaux devraient se calquer sur les rapports familiaux. Dans une affaire criminelle, le juge chinois médiéval est le « père » (pouvoir patriarcal) de tous les protagonistes.
Contrairement à l'Occident médiéval, le système éthique chinois ne prend pas en compte des causes surnaturelles ou les sanctions divines, il repose sur des « impératifs moraux » confucéens. Il s'agit d'abord d'épargner l'innocent, de conforter la veuve et l'orphelin, et ce d'autant plus que les sanctions pénales sont violentes et cruelles. Tout ceci pourrait expliquer pourquoi une expertise médico-légale est apparue en Chine, en se développant plus tôt que partout ailleurs dans le monde.

## Biographie
Song Ci nait en 1186 à Jianyang ( province de Fujian ou Fukien) d'une famille confucianiste de fonctionnaires (son père était juge). En 1205, il entre à l'Université impériale pour des études littéraires. En 1217, il réussit aux examens impériaux (concours des fonctionnaires de l'administration chinoise),.

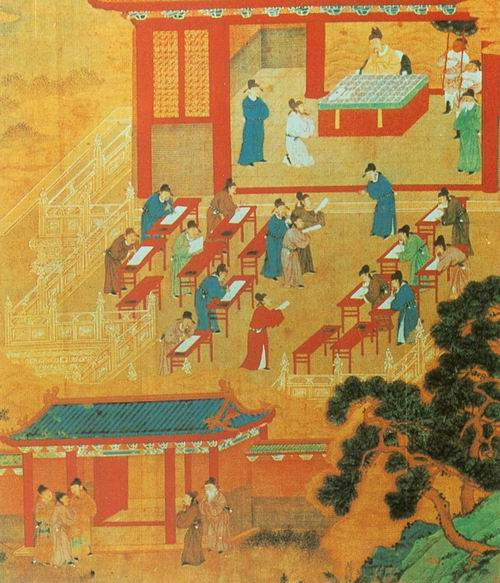
Un examen impérial sous la dynastie Song (peinture du XIe siècle).

Sa carrière est brillante, d'abord sous-préfet dans le Zhejiang, il est nommé dans le Jiangxi où il se fait connaître en réprimant une révolte paysanne tout en mettant fin à ses causes, en distribuant la nourriture des greniers gouvernementaux. En 1238, il est envoyé à Dongguan où sévissait une famine. Il découvre que les plus riches détiennent de grandes quantités de riz. Il divise alors la population en cinq groupes selon leurs réserves, prenant l'excès de riz des plus riches pour le distribuer aux plus pauvres.
Il est nommé à son premier poste judiciaire en 1239, où il s'occupe des prisons de Guangdong. Il résout près de 200 cas de meurtres, suicides et morts accidentelles, et libère de nombreux prisonniers innocents. En 1241, il est juge à Zhangzhou, dont il devient l'administrateur militaire et le préfet en 1245. En 1247, il est appelé dans le Hunan pour résoudre des affaires criminelles, et c'est là qu'il termine son œuvre majeure, le  Xi Yuan Ji Lu (De la réparation des injustices).
En 1249, il est nommé juge itinérant d'affaires criminelles sur quatre provinces, dont celle de Canton où il est administrateur en chef, et c'est à ce poste qu'il meurt à l'âge de 64 ans,.
Song Ci apparait comme un fonctionnaire d'excellence, combinant la compassion avec le calme et le sang-froid, utilisant toutes les ressources logiques et techniques à sa disposition pour traiter les problèmes médico-légaux auxquels il s'intéressait tout particulièrement.

## De la réparation des injustices

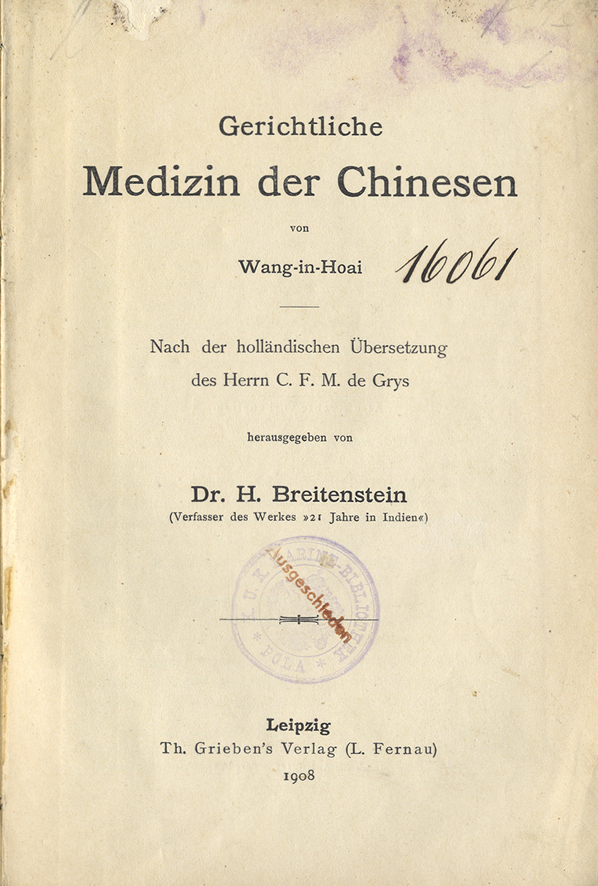
La traduction en allemand (1908) du Xi Yuan Ji Lu à partir de la version en néerlandais (1863).

### Transmission
La préface rédigée par Song Ci du Xi Yuan Ji Lu indique que l'ouvrage est terminé et xylographié en 1247. La plus ancienne version connue est datée de 1308 (sous la dynastie Yuan). L'ouvrage connait de nombreuses éditions chinoises jusqu'au XIXe siècle, il sert de modèle à des manuels du même genre, tout au long de l'histoire chinoise. Il est toujours utilisé comme référence officielle jusqu'au début du XXe siècle.
Le Xi Yuan Ji Lu est transmis (joint à deux autres textes chinois de médecine légale) en Corée à partir de 1384, puis au Japon au XVIe siècle (deux éditions japonaises connues au XVIIIe siècle), ainsi qu'au Viêt Nam.
En Occident, une première traduction abrégée est faite en français par le jésuite Pierre-Martial Cibot en 1779. Des traductions françaises plus complètes sont celles de Martin (1886) et de Litolf (1909, à partir d'une version vietnamienne).
La première traduction complète occidentale est la traduction en néerlandais par de Grijs en 1863, rendue en allemand par Heinrich Breitenstein (1908). La traduction anglaise de Herbert Giles (première édition en 1874, à partir d'une version chinoise de 1843) est longtemps restée la traduction de référence, jusqu'à celle de Brian E. McKnight (1981, à partir de la version dynastie Yuan). Il existerait une traduction russe qui n'a pas été retrouvée.

### Contenu
L'ouvrage est surtout un ensemble de recommandations sur l'examen des cadavres. Mais on y trouve aussi de nombreuses observations d'ordre médical portant sur l'anatomie, la physiologie, la pathologie, la pharmacologie et la toxicologie, ce qui en fait un ouvrage important en histoire de la médecine.

#### Préface
Dans sa préface, Song Ci débute par l'importance du sujet : il n'est pas de bien plus précieux que la vie, et il n'est pas de punition plus grande que la mort, les juges et ses assistants doivent se conformer scrupuleusement aux lois écrites. Il déplore que de grandes affaires criminelles soient confiées à de jeunes juges (voire des officiers de l'armée) inexpérimentés, des assistants incompétents pour examiner les faits et des clercs corrompus pour rédiger les rapports.

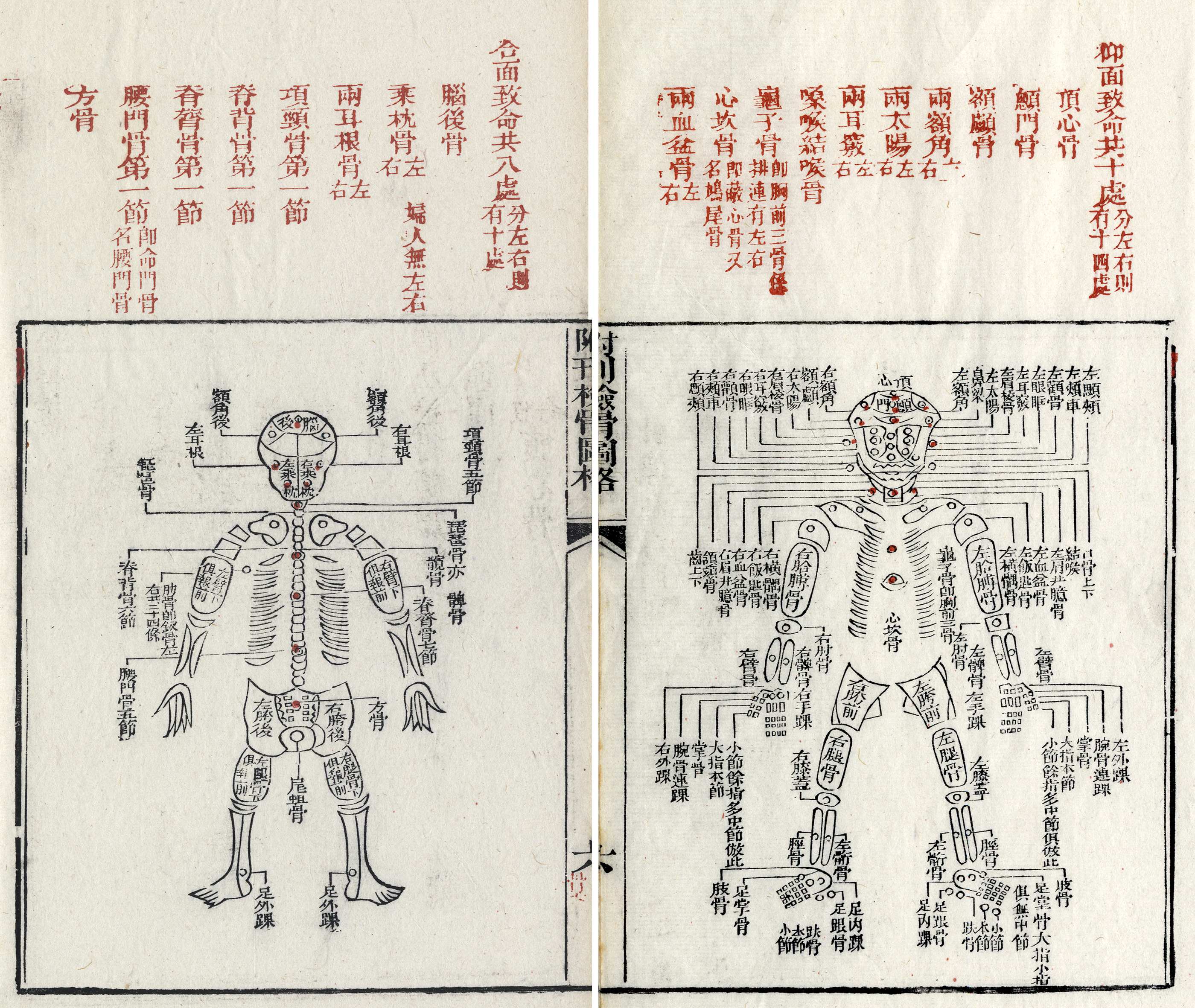
Nomenclature des os humains selon le Xi Yuan Ji Lu, édition de 1843.

Dans l'exercice de ses fonctions, Song Ci examine personnellement la scène du crime, il ne répugne pas à s'approcher d'un cadavre, même décomposé, pour l'étudier soigneusement, en commençant par le sommet du crâne, la tête et le cou, les orifices naturels, puis l'ensemble du corps.
L'enquête se poursuit par l'interrogatoire des membres de la famille, des voisins et des principaux suspects, dont on prend la déposition de chacun par écrit. Si les faits amènent à une conclusion évidente, il ne reste plus qu'à démasquer la tromperie du coupable, mais si l'affaire reste peu claire, alors il faut éviter de se presser et tout reprendre à partir du début.
Il insiste sur le fait que la plupart des erreurs en justice criminelle proviennent de mauvaises décisions prises au tout début de l'enquête, et que ces fautes initiales proviennent de l'inexpérience des premiers enquêteurs. En rédigeant le Xi Yuan Ji Lu, il souhaite fournir un manuel complet à visée pédagogique, comparable à un traité d'acupuncture. Comme l'acupuncteur, le juge-enquêteur doit avoir la compréhension d'un savoir préalable, à partir duquel il devient possible d'insérer des aiguilles en des points précis et exacts (démontrer à partir d'éléments de preuves). Ce faisant, par ce parallèle entre deux disciplines, Song Ci fonde ce qui sera appelé médecine légale.
Song Ci déclare avoir consulté tous les anciens textes (études de cas) d'affaires criminelles et demandé l'avis de collègues pour rédiger un traité complet synthétique et de mise en ordre, enrichi de son expérience et observations personnelles.

#### Sommaire

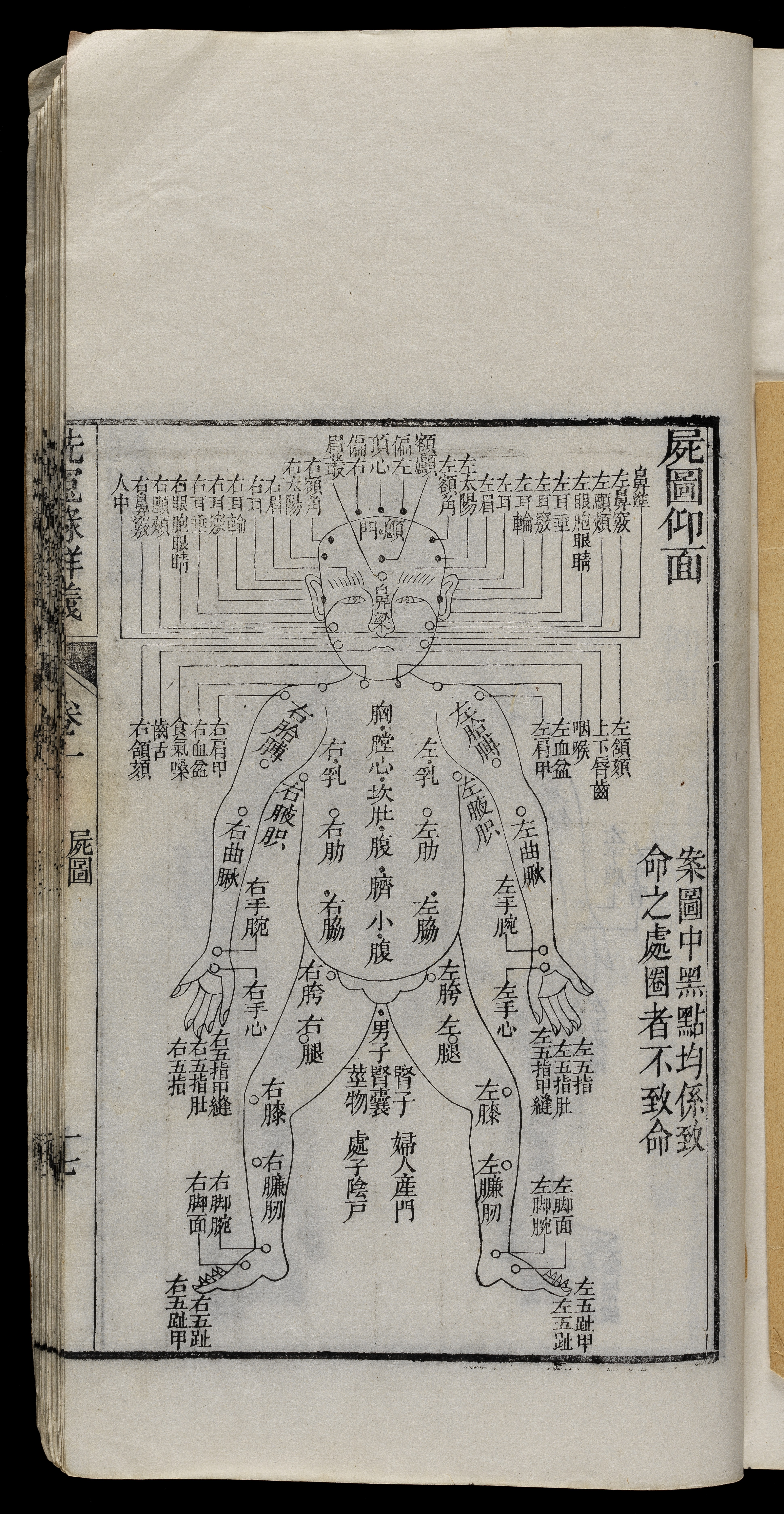
Les points vitaux de la face antérieure du corps, édition du Xi Yuan Ji Lu du XIXe siècle.

L'ouvrage est constitué de 53 sections titrées, organisées en 5 chapitres dans les versions les plus anciennes ou réarrangées en 4 ou 6 chapitres dans les versions plus récentes ,, d'où l'utilisation de titres différents pour les distinguer : le Xi Yuan Ji Lu pour les plus anciennes et Xi Yuan Lu pour les plus récentes.
Le chapitre I traite des lois et de questions générales sur les enquêtes à mener, notamment dans les cas difficiles.
Le chapitre II traite de l'examen des cadavres d'homme, de femme, d'enfant et de fœtus. L'auteur prend en compte la découverte d'un corps selon les saisons ; abandonnés à l'air libre ; enterrés ou déposés dans un cercueil. Il traite de la décomposition des cadavres et de ceux qui sont morts de soif ou de faim.
Le chapitre III traite de l'examen des os, des vaisseaux sanguins et des points vitaux du corps (où un coup porté peut être mortel). Il présente ensuite la mort par asphyxie : strangulation, pendaison, noyade dont la chute dans un puits.
Le chapitre IV traite de l'étude des meurtres à mains nues ; par armes blanches et autres ; de la mort par brûlure par le feu, par liquide bouillant ; par  empoisonnements ; par accident médical (acupuncture, moxibustion).
Le chapitre V traite des morts survenus en prison ou au cours de punitions corporelles. Sont ensuite examinées de façon systématique la mort par chute de grande hauteur ; par écrasement (chute d'arbre, écroulement d'habitation, sous les roues d'un chariot) ; par suffocation ; par cause animale (piétinement par cheval ou buffle, par morsure de tigre, serpents et insectes) ce qui est distingué des lésions infligées après la mort (par insectes, rats et chiens) ; mort par excès alimentaire, de boisson, sexuel ; mort par éclair de foudre. Il termine par des considérations sur l'ouverture des tombes, les méthodes de réanimation et de premiers secours, et la rédaction des rapports officiels.

#### Quelques exemples
Par l'examen du cadavre dans son environnement, et par interrogatoire de l'entourage, Song Ci cherche à déterminer les circonstances du décès, surtout à distinguer les cas d'homicides, des cas de suicides, et des morts accidentelles. Par exemple, il note que dans les suicides par arme blanche, la victime reste bien coiffée et que le coup mortel est situé dans une zone accessible à son bras dominant, alors que dans les meurtres la victime porte des traces de lutte avec chevelure ébouriffée.

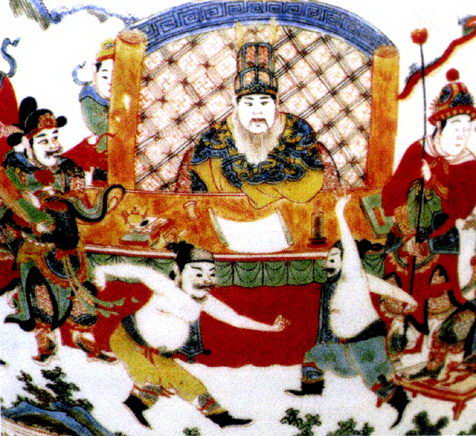
Un combat de lutte chinoise (peinture de la dynastie Song).

Il s'attache particulièrement à distinguer les crimes maquillés en suicide et inversement, à déterminer si le décès est survenu avant ou pendant une circonstance apparente (un cadavre immergé peut être une noyade accidentelle, un suicide, ou une victime déjà morte jetée à l'eau ; un cadavre dans une maison incendiée peut être  la victime d'un incendie accidentel, ou l'incendie un moyen provoqué pour dissimuler un crime).
Selon lui, les crimes prémédités sont rares, les plus fréquents sont les décès au cours de querelles avec violences physiques. Pour les cadavres sans blessures graves apparentes, Song Ci liste soigneusement les points vitaux du corps où l'on peut tuer en frappant des points précis (combat à mains nues). Il énumère 32 points, comme les sutures du crâne (de l'os temporal, coup porté à la tempe ou derrière l'oreille), les régions occipitales et cervicales, la pomme d'Adam, les zones juste au-dessus et au dessous du sternum, la région périnéale. La vulnérabilité de la plupart de ces points a été confirmée par la science médicale moderne.
Song Ci utilise le langage technique de son époque (domaine de l'anatomie, physiologie et pathologie…), montrant sa connaissance des classiques médicaux et des savoirs connexes de son temps. Par exemple, son sens de l'observation peut aller jusqu'à distinguer sur un terrain donné (par examen du sol, des roches et de la végétation) qu'un cadavre a été complètement détruit par incinération.
Toutefois, la version originale de Song Ci a connu des ajouts et commentaires au cours des siècles, et certaines données sont d'introduction récente dans les éditions chinoises modernes. Par exemple un passage obscur du texte original a été retranscrit de façon à laisser croire que Song Ci aurait pu décrire une intoxication au monoxyde de carbone.

#### Tests et «expériences»
Le  Xi Yuan Ji Lu mentionne à l'occasion des « tests » ou expérimentations animales réalisées en cours d'enquêtes, notamment pour établir la réalité d'un empoisonnement alimentaire. Par ailleurs, l'ouvrage indique que les personnes tuées dans un incendie ont la bouche remplie de cendres, ce qui ne serait pas le cas de victimes déjà mortes avant l'incendie (par exemple par strangulation). Ceci ferait référence à une expérience, réalisée sur des porcs, déjà mentionnée dans un texte du IIIe siècle.
Un passage, souvent cité, est présenté comme précurseur de l'entomologie médico-légale. Près d'une rizière, un cadavre est découvert, porteur de plaies suggérant qu'il a été tué à coup de faucille. Le juge réunit tous les villageois suspects et leur demande d'apporter leur faucille. Les faucilles, toutes avec lame apparemment nette, sont déposées au sol. Mais bientôt des mouches viennent se poser sur une seule faucille, attirées par l'odeur du sang en quantité imperceptible à l'œil humain. Le propriétaire de l'outil, confronté au « témoignage » des mouches, avoue son crime.
Si certains tests ou observations paraissent pertinents du point de vue de la science moderne, d'autres paraissent ambigus ou douteux, le lecteur  moderne hésitant entre le folklore magique et la protoscience. Lu et Needham donnent deux exemples :
- L'utilisation d'un filtre lumineux, constitué par une ombrelle en papier rouge huilé, pour mieux détecter des contusions de la surface corporelle, ou des traits de fracture en examinant des os[10].
- Tests de gouttes de sang pour établir des liens de parenté. Par exemple, pour un cadavre réduit à l'état de squelette, un descendant présumé (fils ou petit-fils) laisse tomber une goutte de son sang sur un os. Si l'os absorbe le sang, le lien de parenté est établi. Lu et Needham y voient une préfiguration de « test immunologique »[10].

## Postérité et jugements

### Tradition dogmatique et bureaucratique
Constamment retranscrit et révisé au cours des siècles, le Xi Yuan Ji Lu  est toujours la référence officielle au XIXe siècle, sous la dernière dynastie chinoise, la dynastie Qing (1644-1912). Cependant, l'ouvrage est utilisé de façon dogmatique, comme un code de procédure à respecter par des clercs examinateurs de cadavres, de rang inférieur dans la hiérarchie judiciaire.
L'œuvre de Song Ci est devenue une procédure de bureaucratie administrative. Par exemple, pour être validé par les autorités supérieures, un rapport « d'autopsie » doit être remis en trois exemplaires et comporter les indices énumérés par le Xi Yuan Ji Lu (yeux ouverts ou fermés, langue hors de la bouche ou pas, mains serrées ou pas etc.). Le savoir de Song Ci ne fait pas l'objet de discussions critiques contradictoires (contrairement à ce qui se passe en Occident après le XVe siècle pour les savoirs médiévaux).
Au début du XXe siècle, sous la République de Chine (1912-1949) influencée par le mouvement du 4 mai dénonçant la pesanteur des traditions, le système médico-légal chinois réalise un pluralisme de compromis. Le Xi Yuan Ji Lu reste la référence officielle de première intention pour les examinateurs juristes, mais dans les cas importants ou plus difficiles il est fait appel aux experts médicaux formés en Occident. C'est ainsi que le professeur Jin Li (1897-1951), qui a fait ses études de médecine en Allemagne, est considéré comme le fondateur de la médecine légale moderne en Chine,.
Pour ces experts chinois, formés aux sciences modernes (médecine, biologie, chimie…), le Xi Yuan Ji Lu est un ouvrage dépassé peu ou pas scientifique, qui ne peut être vu comme un équivalent de médecine légale. À partir de 1949, sous la République populaire de Chine, la médecine légale traditionnelle cède progressivement la place à une médecine légale moderne. Les examens de cadavres ne sont plus réalisés par des clercs ou autres assistants judiciaires, mais par des experts en sciences biomédicales.

### Référence historique et culturelle
Des historiens de la criminologie jugent le Xi Yuan Ji Lu comme un ouvrage historique de référence, basé sur des observations empiriques, et réellement fondateur des techniques d'investigation criminelle. Son statut par rapport aux sciences médico-légales serait analogue à celui de l'alchimie par rapport à la chimie. Il faudrait le voir comme un manuel technique dont de nombreuses applications, comme c'est souvent le cas, précèdent la connaissance et la compréhension scientifiques.
Le Xi Yuan Ji Lu reste un repère incontournable dans l'histoire de la médecine légale, chinoise ou mondiale. Une telle histoire ne peut se raconter sans discuter de l'œuvre de Song Ci.

## Mentions littéraires
- Jin Ping Mei (Fleur en fiole d'or), célèbre roman érotique chinois du XVIIe siècle où l'auteur se sert du Xi Yuan Ji Lu pour décrire une victime d'empoisonnement mortel[8]
- Le lecteur de cadavre est un roman policier historique d'Antonio Garrido, qui se déroule dans la Chine des Song du XIIIe siècle, et qui imagine la vie romancée du juge Song Ci.
- Wang Hongjia, Le Divin Magistrat : Histoire de Song Ci, Paris, You Feng, 2023, 468 p. (ISBN 979-10-367-0216-7), roman policier historique.